# 도브 캐머런
도브 올리비아 캐머런(Dove Olivia Cameron, 1996년 1월 15일 ~ )은 미국의 배우, 가수이다.

## 출연 작품
- 디센던츠
- 디센던츠2
- 디센던츠3
- 리브&매디

## 음반 목록

### 정규 음반
- Alchemical (2023)

### EP
- Bloodshot / Waste (2019)